# Frontera entre Colombia y Ecuador
La frontera entre Colombia y Ecuador es un límite internacional que separa a los territorios de ambos países. Consta de dos tramos, uno terrestre y otro marítimo, bien definidos:
El primero es una línea divisoria continua de 586 kilómetros, que va de este a oeste (desde el río Güepí hasta la desembocadura del río Mataje en la bahía Ancón de Sardinas en el Océano Pacífico). Es aproximadamente el 28% de lo que fuera la frontera entre Colombia y Ecuador luego de la desintegración de la Gran Colombia en 1830. La actual frontera terrestre fue demarcada de forma definitiva por el Tratado Muñoz Vernaza-Suárez del 15 de julio de 1916.
El segundo tramo parte del punto donde acaba la frontera terrestre y culmina 200 millas mar adentro, según lo expresado en el derecho del mar. Esta parte fue demarcada por el Tratado Liévano-Lucio del 23 de agosto de 1975.

## Historia

### Demarcación de la frontera terrestre
El intento de definir las fronteras de Ecuador y Colombia se remonta a la época del movimiento independentista y la fragmentación de los Virreinatos españoles en América hacia 1821, época en la cual se constituyó la Gran Colombia, país que incluía la actual Venezuela, Colombia, Ecuador y Panamá. La existencia de este estado fue sin embargo efímera, ya que el 6 de mayo de 1830 Venezuela se separó y su ejemplo fue seguido por Ecuador unos días después. Las provincias restantes formaron la República de la Nueva Granada.

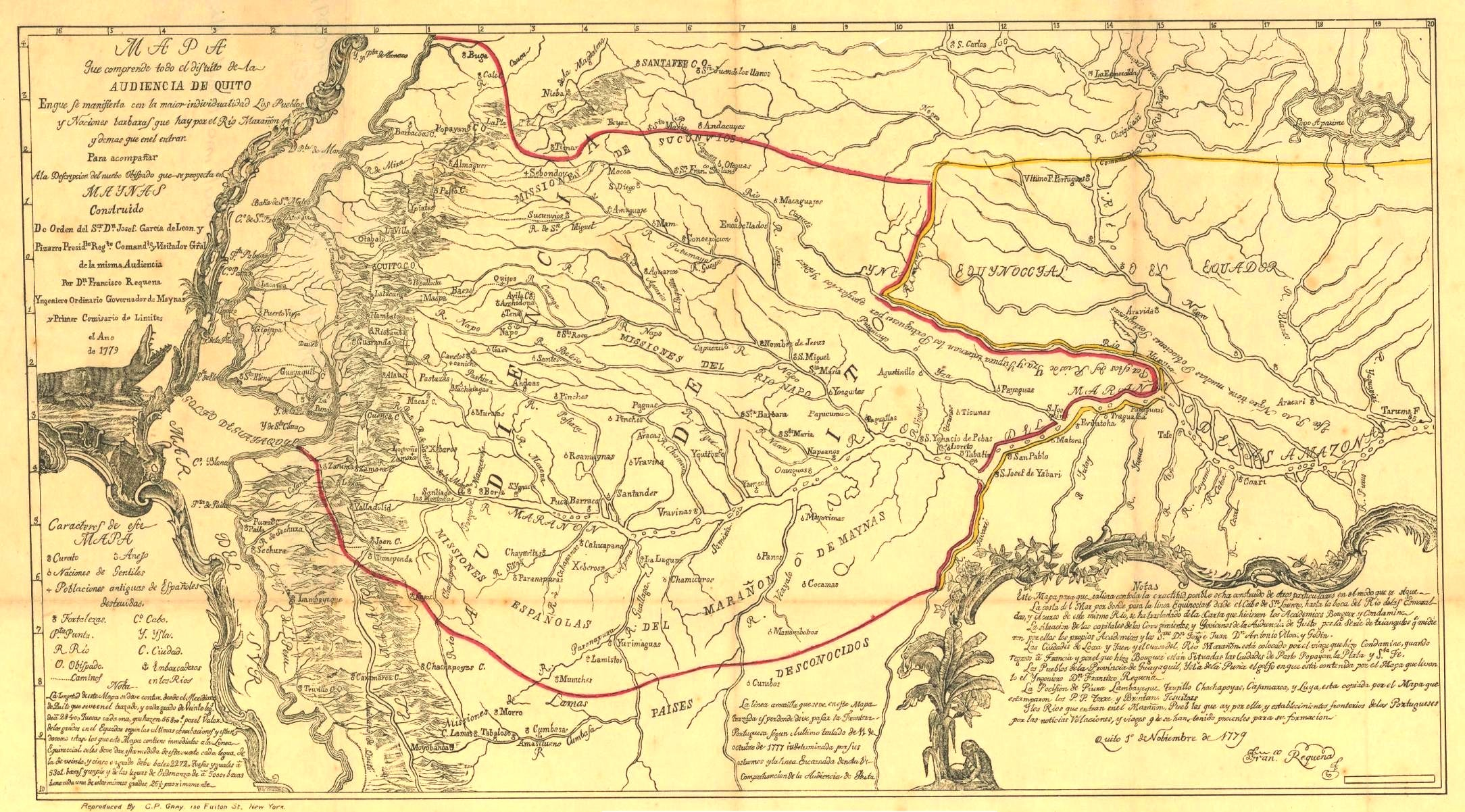
Real Audiencia de Quito en 1779.

Tras la declaración de independencia del Ecuador vino la primera coyuntura en la definición de límites con la Nueva Granada, pues en su primera carta fundamental consignaba que "El territorio del Ecuador comprende los tres departamentos del Ecuador en los límites del antiguo Reino y Presidencia de Quito", queriendo con esto significar que todo los territorios de los antiguos departamentos grancolombianos del Cauca, Guayaquil, Azuay y de Quito estaban bajo su jurisdicción. Esto sin embargo se contrariaba con las cartas fundamentales de la Nueva Granada expedida en 1831 y 1832, que basadas en la Ley de División Territorial de la República de Colombia del 25 de junio de 1824, consignaba que sus límites estaban al sur de la Provincia de Pasto. Al acogerse ambos Estados al uti possidetis iuris de 1810 se generó aún más polémica, pues debido a que la antigua Provincia de Popayán estaba dividida entre las Reales Audiencias de Santafé y Quito, su jurisdicción quedaba repartida entre ambos Reinos.

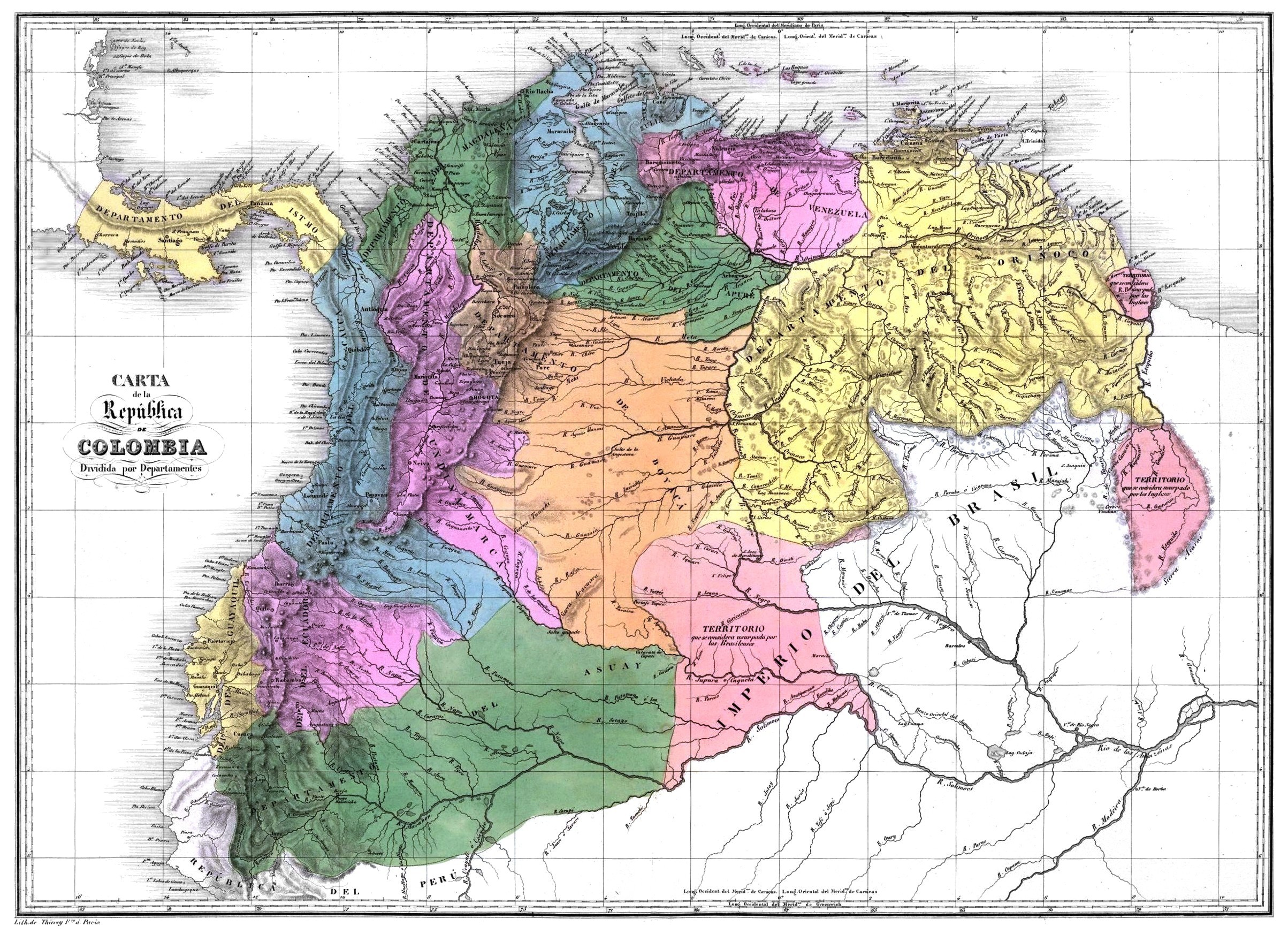
La Gran Colombia en 1824.

Durante la época de la ruptura grancolombiana el primer presidente ecuatoriano, el general venezolano Juan José Flores solicitó que las provincias de Pasto, Popayán y Buenaventura se incorporaran voluntariamente al Ecuador. Mandó entonces guarniciones a Pasto y visitó esas ciudades, donde expidió un decreto en que declaraba incorporado el antiguo Departamento del Cauca al Ecuador. El 22 de julio de 1831 el gobierno de la República de la Nueva Granada mandó un comunicado al gobierno ecuatoriano donde de manera insistente reclamaba la devolución de este Departamento, pero este mantenía su negativa, lo cual derivó en una difícil situación diplomática para ambos países que derivó en el enfrentamiento militar entre el Ecuador y la Nueva Granada. El general José Hilario López se sublevó en Popayán en favor de Nueva Granada y se entabló un combate entre el ejército ecuatoriano dirigido por Flores y el neogranadino, comandado por José María Obando. Los soldados ecuatorianos triunfaron en algunos combates, pero la falta de abastecimientos los hizo doblegar. Ante esta situación Obando ofreció la paz con la condición de ser restituido el territorio en disputa; Flores aceptó ante la sublevación de sus tropas en Guayaquil a las que tuvo que hacer frente. El 8 de diciembre de 1832 se firmó en la ciudad de Pasto el Tratado de paz, amistad y alianza entre la Nueva Granada y Ecuador por parte del general Joaquín Posada Gutiérrez en representación de la Nueva Granada, y el doctor Pedro José de Arteta por parte del Ecuador, fijándose el río Carchi como límite fronterizo entre ambos Estados y dejando pendiente la decisión sobre la soberanía de los puertos de La Tola y Tumaco, en la provincia de Buenaventura. Este tramo de la frontera es el que actualmente está vigente.

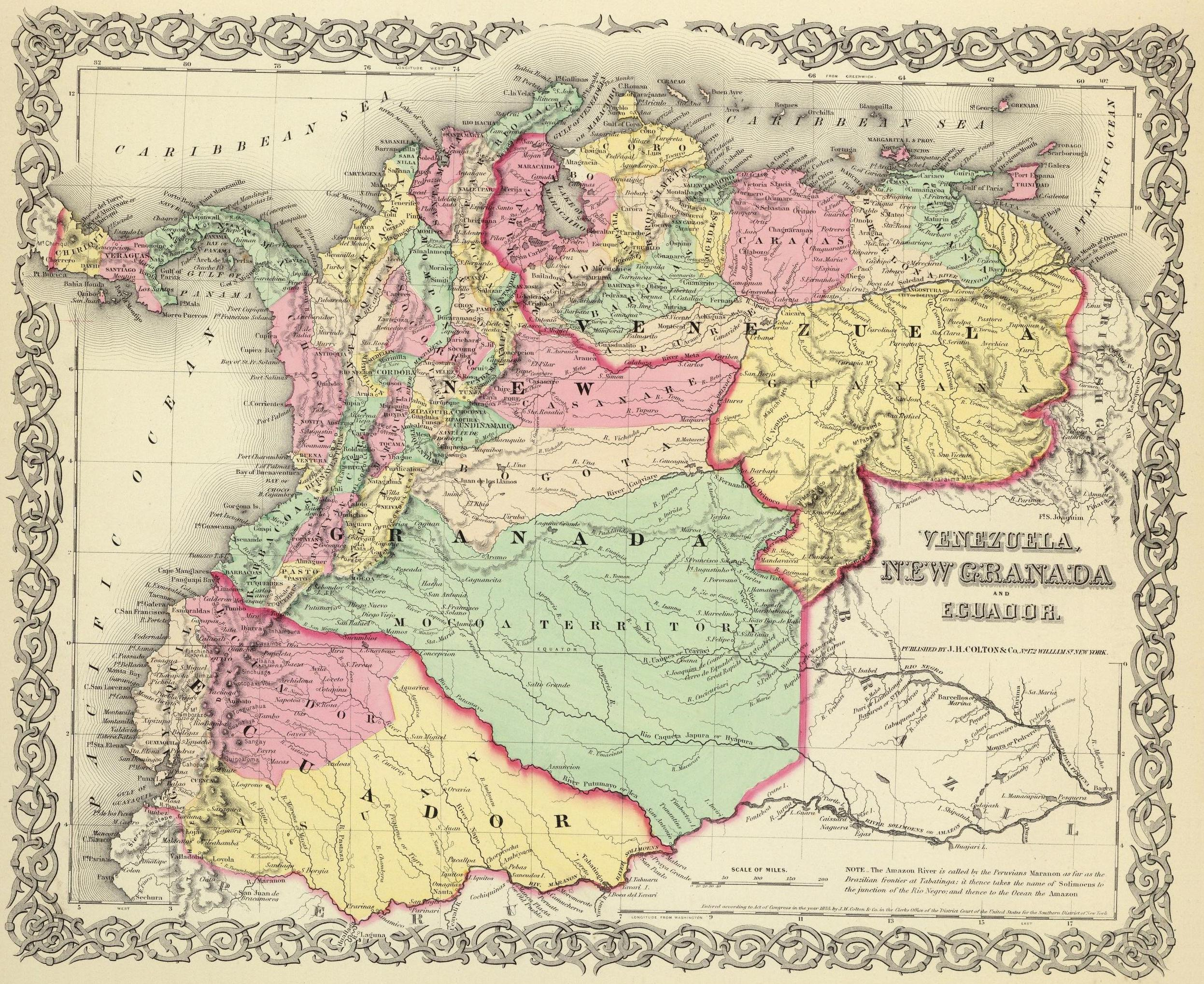
Repúblicas de la Nueva Granada, Ecuador y Venezuela en 1855.

En 1839 se produce la Guerra de los Supremos en la Nueva Granada, y durante el trascurso de este conflicto los generales Pedro Alcántara Herrán y Tomás Cipriano de Mosquera pidieron ayuda a Juan José Flores para acallar la rebelión, con la condición de celebrar un nuevo tratado de límites. El convenio celebrado en 1843 entre estos generales fijaba la frontera a través de los ríos Carchi y Patía, cediendo al Ecuador los cantones de Tumaco y Túquerres, pero fue rechazado por los congresos de ambos países. Luego de otros intentos de demarcación entre 1845 y 1847, el 9 de julio de 1856 se firma otro tratado entre ambos gobiernos en el cual se reconocía como límite provisorio el definido por la ley de 1824 y se derogaba el de 1832; este acuerdo se mantuvo vigente hasta 1905. En el marco de la guerra colombo-ecuatoriana de 1862-1863 se producen algunos enfrentamientos en Tulcán y Cuaspud no solamente por diferencias fronterizas sino ideológicas, que enturbiaron las relaciones entre ambos países.
Ninguno de los tratados antes referidos tocaban los territorios de la amazonia que se encuentran entre los ríos Napo, Amazonas y Caquetá, que también estaban en disputa con el Perú. El primer intento de delimitar esta zona se dio en 1858, cuando el Ecuador y la Nueva Granada intentaron llegar a un acuerdo mediante arbitramento del gobierno chileno, pero no se llegó a ningún consenso. El gobierno del Brasil, país que igualmente estaba interesado en dichos territorios, decidió capitalizar como límite con carácter provisional la recta geodésica Apaporis-Tabatinga, creada como la frontera entre Brasil y Perú en 1851. Este antiguo acuerdo peruano-brasileño, sin embargo, no fue reconocido por el gobierno de Ecuador, que no sólo reclamaba la mayor parte de los actuales departamentos de Loreto (Perú) y Amazonas (Colombia), sino también la propiedad de la tierra entre los ríos Amazonas y Caquetá ubicada ahora en territorio brasileño. Ecuador renunció al triángulo comprendido entre los ríos antes mencionados y la línea geodésica por medio de un tratado con Brasil en 1904. Anteriormente a estos acuerdos, se había realizado una conferencia tripartita entre Ecuador, Perú y Colombia en 1894 con el fin de demarcar la región en disputa, esto a raíz del Tratado Herrera-García entre Ecuador y Perú firmado en 1887 y que Colombia rechazaba por afectar sus derechos en la región amazónica; lamentablemente la conferencia no llegó a ninguna resolución.

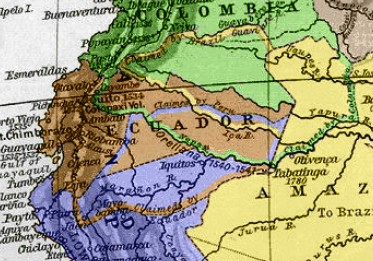
Territorios en disputa por Perú, Ecuador y Colombia entre 1830 y 1950.

Después de varios intentos de determinar la frontera común (Protocolo de 1905 y Tratado Andrade-Betancourt de 1908) finalmente se estableció en 1916 un tratado de límites definitivo. Este convenio, conocido como Tratado Muñoz Vernaza-Suárez, fue firmado en Bogotá entre los Ministros Plenipotenciarios de Ecuador, Alberto Muñoz Vernaza, y de Colombia, Fidel Suárez, el 15 de julio de 1916. Fue aprobado por parte de Colombia mediante la Ley 59 de 1916 y el respectivo canje de ratificaciones se hizo en Bogotá, el 26 de enero de 1917. La frontera según este acuerdo parte de la boca del río Mataje, sigue por este río hasta los Andes, luego continua por el río San Miguel hasta el Sucumbíos, y por este hasta el Putumayo, la divisoria Napo-Putumayo y el río Ambiyacu hasta el río Amazonas. En el texto original de dicho tratado, el territorio al norte del divortium aquarium entre los ríos Napo y Putumayo quedaba en manos de Colombia, por lo cual la línea Apaporis-Tabatinga pasó a ser definitivamente el límite entre Brasil y Colombia. Más tarde, en 1922, Colombia reconoció a favor del Perú, utilizando la cláusula del artículo 1º del tratado Muñoz Vernaza-Suárez que dejaba en salvo los posibles derechos a terceros, el territorio entre el río Putumayo y el divortium aquarium antes mencionado, obteniendo Colombia a su vez una salida al río Amazonas a través del trapecio amazónico.
La frontera colombo-ecuatoriana se extiende desde la costa del océano Pacífico, cerca del puerto de Tumaco, atraviesa los Andes centrales, y va a la triple frontera de los dos países con el Perú. Separa a las provincias ecuatorianas de Esmeraldas, Carchi, Sucumbíos de los departamentos colombianos de Nariño y Putumayo.

### Demarcación de la frontera marítima

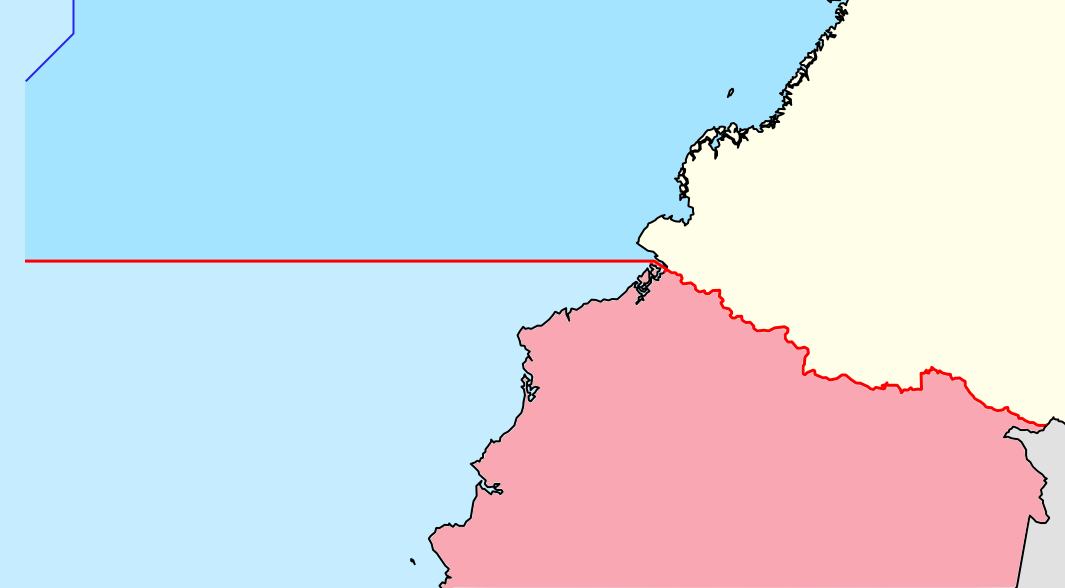
Esquema de la frontera entre Colombia y Ecuador.

La delimitación de la frontera marítima con Ecuador consiste en un único tratado firmado el 23 de agosto de 1975. Este acuerdo, conocido como Tratado Liévano-Lucio, fue suscrito en Quito entre los ministros de relaciones exteriores de Colombia, Indalecio Liévano Aguirre, y del Ecuador, Antonio José Lucio Paredes. Fue aprobado por el Congreso de Colombia mediante Ley 32 de 1975 y el respectivo canje de ratificaciones se hizo en Bogotá, el 22 de diciembre de 1975.
En el convenio se señaló como punto de partida aquel en el cual la frontera internacional terrestre de Ecuador y Colombia llega al mar, definido por el Tratado Muñoz Vernaza-Suárez de 1916. Teniendo en cuenta el derecho del mar, ambos países ejercen soberanía, jurisdicción y vigilancia en las áreas marinas y submarinas adyacentes a sus costas hasta la distancia de 200 millas. Igualmente el acuerdo determina la existencia de una zona especial en la que la presencia accidental de embarcaciones de pesca artesanal no se considera violación de la frontera marítima.
Los cancilleres de Ecuador, Ricardo Patiño, y de Colombia, María Ángela Holguín, suscribieron el 13 de junio de 2012 una declaración conjunta en la que precisaron el límite marítimo binacional, cuya punto de inicio estaba sin definir desde 1975; ambos cancilleres suscribieron la Declaración Conjunta elaborada por la Comisión Mixta Permanente Colombo-Ecuatoriana de Fronteras y por la Comisión Técnica Binacional del río Mataje en la Base Naval de San Lorenzo, provincia de Esmeraldas (Ecuador).
Por otra parte, el 9 de septiembre de 2016 se firmó en la ciudad de Quito el Convenio de Delimitación Marítima entre Colombia, Costa Rica y Ecuador que mediante consenso definió las fronteras marítimas de los tres países en la zona de influencia generadas por el mar territorial de las islas Galápagos de Ecuador y la isla del Coco de Costa Rica.

## Trazado de la frontera
Según estos tratados, los límites entre Colombia y Ecuador son los siguientes:

### Terrestre

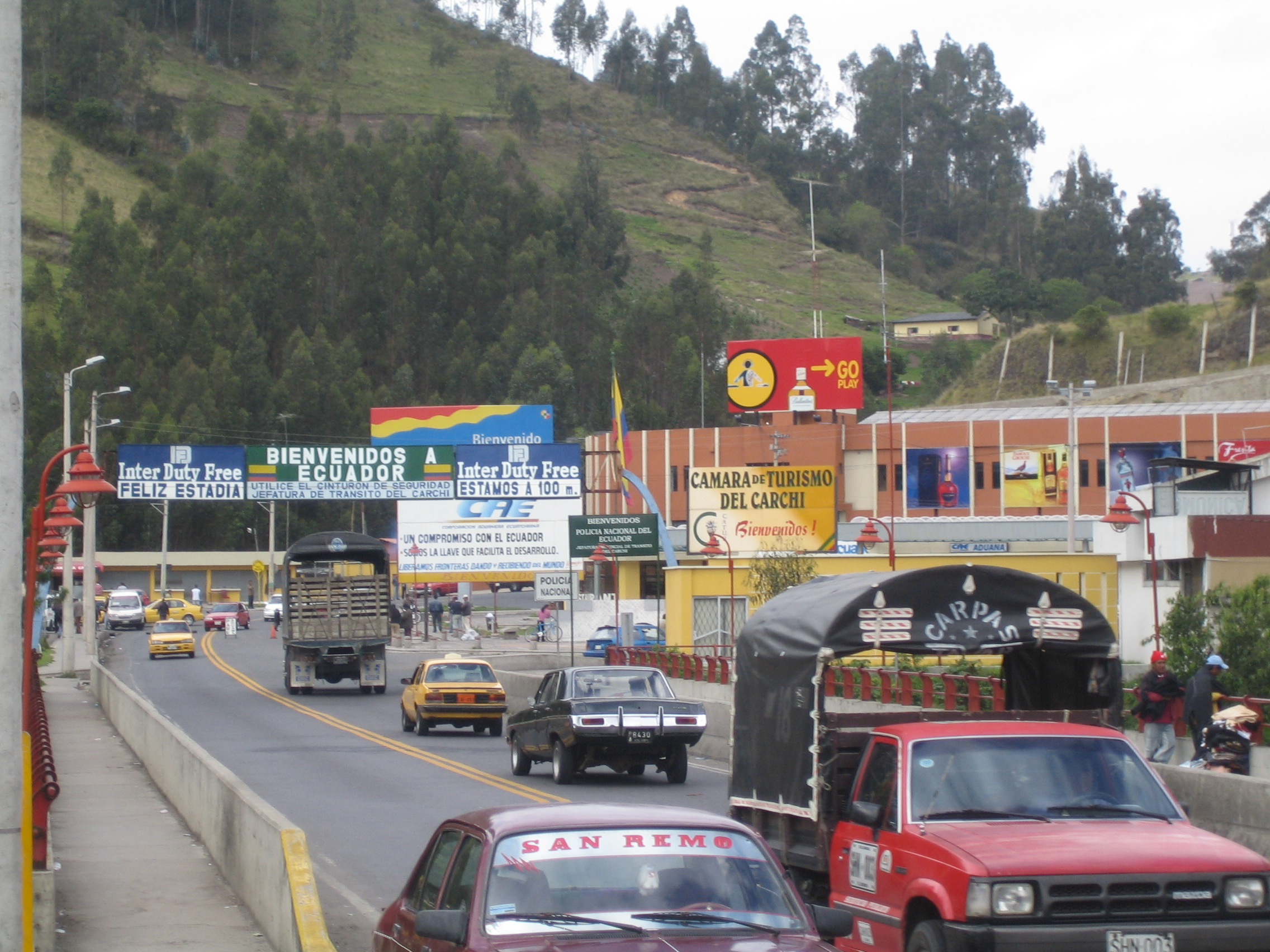
Puente Internacional Rumichaca, entre las ciudades de Tulcán e Ipiales.

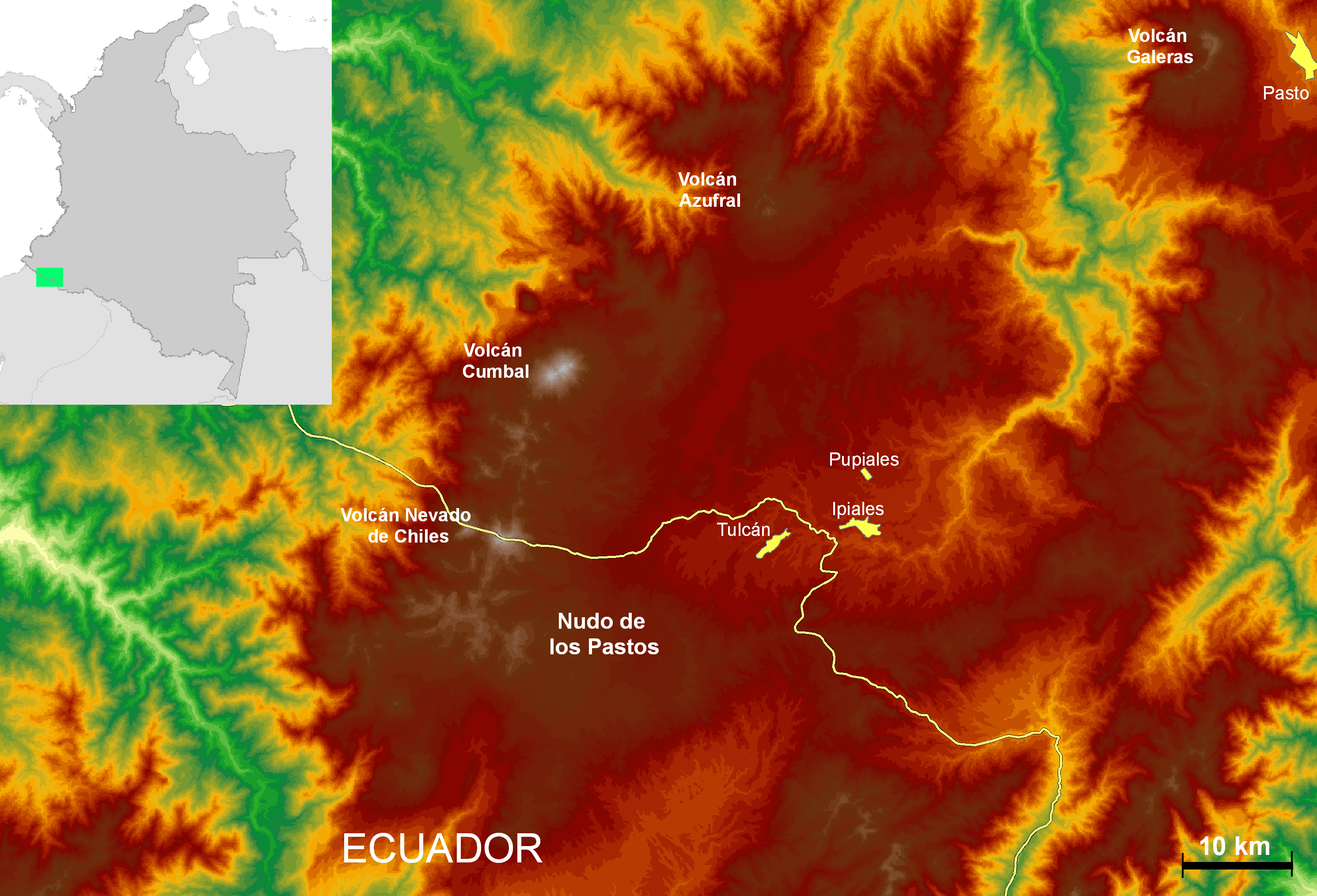
Mapa topográfico del Nudo de los Pastos, en el límite entre Colombia y Ecuador.

- Parte de la boca del río Mataje en el Océano Pacífico aguas arriba hasta el paralelo que da a la intersección de la desembocadura de la quebrada Yarumal en el río Mira.
- Sigue dicho paralelo hasta llegar al río Mira, el cual se continúa por su curso hasta llegar a la confluencia con el río San Juan.
- Se continúa por el curso del San Juan aguas arriba hasta llegar a la boca del arroyo Aguahedionda, y por este hasta su origen en la cumbre del volcán Chiles.
- Bajando de ésta cumbre por el nacimiento del río Carchi, se llega hasta la boca del río Teques.
- Sube por este río hasta el Cerro Troya, de donde toma el río Pun.
- Baja por el Pun hasta la confluencia de la quebrada Chanquer, de donde continúa por las cumbras andinas hasta encontrar el nacimiento del río San Miguel.
- Siguiendo por el río San Miguel hasta el corte que forma el meridiano que parte de la confluencia de los ríos Putumayo y Cuhimbe.
- Toma este meridiano hacia el norte para luego seguir el curso del río Putumayo hasta la desembocadura del río Güepí, punto fronterizo tripartito entre Colombia, Ecuador y Perú.

### Marítimo
- El límite marítimo empieza en la desembocadura del río Mataje, ubicado en las coordenadas 1° 28' 10.49" de latitud norte y de 78° 52' 07.27" de longitud oeste, punto en que la frontera internacional terrestre colombo-ecuatoriana llega al mar, de conformidad con el Convenio sobre Delimitación de Áreas Marinas y Submarinas de 1975 y el Tratado de Límites de 1916.
- A partir de la intersección de la prolongación de la frontera terrestre y de la confluencia de las áreas territoriales de ambos países, se marca un punto medio en la bahía Ancón de Sardinas.
- Desde este punto, se continúa en línea recta a través del paralelo generado por éste hasta encontrar las 200 millas náuticas correspondientes a cada país.
- Se considera el área ubicada a 10 millas náuticas alrededor de este límite como Zona de Manejo Especial, donde pescadores no serán sancionados al violar accidentalmente la frontera marítima, sin que esto constituya derecho de pesca o caza, en las aguas jurisdiccionales del país vecino.

## Ciudades fronterizas
Colombia:
- Tumaco, Ricaurte, Cumbal, Cuaspud, Ipiales, Túquerres, San Miguel, Valle del Guamuez, Puerto Asís, Puerto Ospina, La Reforma, Puerto Leguízamo.

 Ecuador:
- San Lorenzo, Tobar Donoso, El Chical, Maldonado, Tufiño, Tulcán, Santa Rosa de Sucumbíos, Nueva Loja, General Farfán, Santa Rosa, Mataje, Puerto Nuevo, Puerto El Carmen de Putumayo.

Conurbaciones:
Conurbación binacional Tulcán - Ipiales

## Ríos fronterizos
Los principales ríos que cruzan o forman parte de la frontera son:
- Río Mataje
- Quebrada Yarumal
- Río Mira
- Río San Juan
- Arroyo Aguahedionda
- Río Guáitara
- Río Teques
- Río Pun
- Quebrada Chanquer
- Río San Miguel
- Río Cuhimbe
- Río Putumayo
- Río Güepí